# Robert Stevenson (ingeniero)
Robert Stevenson, (Glasgow, Escocia, Reino Unido, 8 de junio de 1772- Edimburgo, Escocia, Reino Unido, 12 de julio de 1850) fue un ingeniero civil británico, conocido fundamentalmente por el diseño y construcción de numerosos faros de la costa escocesa, incluido el conocido Faro de Bell Rock, el más antiguo situado en un arrecife en medio del mar en funcionamiento del mundo, y por sus notables aportaciones a la tecnología de los faros. Fue el cabeza de una extensa familia de ingenieros que llega hasta finales del siglo XX, todos ellos dedicados a la construcción de faros. Es también abuelo del afamado autor de La isla del tesoro, Robert Louis Stevenson.

## Biografía

### Comienzos
Su padre, Alan Stevenson, tenía intereses comerciales en la isla de San Cristóbal, en las Antillas Menores, que gestionaba desde Glasgow, mientras su hermano Hugh Stevenson lo hacía desde dicha isla. En 1774, durante una visita de Alan a su hermano a San Cristóbal, enfermaron ambos de fiebres y fallecieron con una diferencia de pocos días, dejando Alan a su esposa, Jean Lillie, y a su hijo Robert, de apenas dos años de edad, en mala situación económica.
Su madre se trasladó a Edimburgo a vivir con una hermana casada donde Robert Stevenson acudió a una escuela de caridad. El agradecimiento que sintió Stevenson por esta escuela fue tal que le donó el primer salario que obtuvo por su trabajo de supervisión de la construcción del Faro de Little Cumbrae.
En un primer momento su madre pensó en prepararle para el ministerio religioso, pero en 1787, cuando Stevenson tenía 15 años, se casó con Thomas Smith, ingeniero del recién creado Northern Lighthouse Board. Stevenson pronto empezó a trabajar con Smith de aprendiz con tan gran éxito que éste le encargó la supervisión de la construcción del faro de Little Cumbrae con tan sólo 19 años.
Robert Stevenson decidió seguir la carrera de ingeniero civil. Durante los inviernos en los que quedaba liberado de su trabajo en Little Cumbrae, cursó en el Anderson Institute de Glasgow estudios de dibujo arquitectónico, matemáticas y física. Tras finalizar su trabajo en Little Cumbrae, se trasladó a las islas Orcadas para supervisar la construcción de faros allí. De igual forma dedicaba los inviernos al estudio, en esta ocasión en la Universidad de Edimburgo en la que cursó matemáticas, filosofía natural, química, historia natural, lógica y agricultura. No llegó a tomar el grado, sin embargo, por su pobre conocimiento de latín y nulo de griego.

### Carrera profesional
En 1797 Thomas Smith, tras su retiro, recomendó a Robert Stevenson al Northern Lighthouse Board como su sustituto. Al poco tiempo comenzó a proyectar la que sería la gran obra de su vida, el Faro de Bell Rock. En aquel tiempo Bell Rock era un peligroso arrecife en medio de las rutas hacia los fiordos de Tay y de Forth que se cobraba regularmente numerosos naufragios. Su proyecto, basado en el Faro de Eddystone del reputado ingeniero John Smeaton, era muy ambicioso por las enormes dificultades técnicas que planteaba la obra, el arrecife apenas emerge sobre el nivel del mar 1,5 metros como máximo en las mareas bajas, como financieras, estimaba un presupuesto de 42.000 libras. El proyecto fue aprobado por el Parlamento británico en 1806, dilatándose la construcción durante cuatro años, de 1807 a 1810, entrando en funcionamiento el 1 de febrero de  1811.
En 1799 se casó con la hija mayor de Thomas Smith, Jane Smith, su hermanastra.
Estuvo adscrito al Northern Lighthouse Board desde 1797 hasta su retiro en 1843 durante los cuales construyó 23 faros en las costas de Escocia. Introdujo el uso de reflectores catóptricos en un momento en el que todavía se usaban fuegos de carbón en los faros. También se ocupó de la diferenciación entre faros, imprescindible en lugares que por su dificultad estuviesen iluminados por varios faros. En este sentido inventó sistemas para conseguir la intermintencia y el destello de las luces de los faros. Asimismo fue de los primeros ingenieros que vieron la interesante aplicación que tenían las recién inventadas lentes de Fresnel en la iluminación de los faros en un informe al Northern Lighthouse Board en 1821.
Aparte de trabajar en los faros, diseño y construyó puentes, ferrocarriles, canales y otras obras civiles. Destacan la construcción de varios puentes en Stirling, Annan, Marykirk y el Puente Hutcheson sobre el río Clyde en Glasgow. Diseñó también accesos rodados a la ciudad de Edimburgo por el este, conocidos como London Road y Regent Road.
En el campo de los ferrocarriles abogó por el uso de acero laminado para la fabricación de carriles de ferrocarril en vez de acero colado que se usaba hasta entonces. El propio George Stephenson, inventor de la locomotora de vapor, le escribió reconociéndole su importantísima aportación.
También sugirió mejoras en la construcción de puentes tanto de suspensión como de madera. Fue consultado en numerosas ocasiones sobre la construcción de puertos y canales, no sólo en Escocia sino también en Inglaterra e Irlanda. En el curso de estos trabajos descubrió que en un estuario las aguas dulces y saladas fluyen separadas, las primeras en capas superpuestas a las segundas por tener menor densidad. Construyó un instrumento, el hidróforo, con el que comprobó su inicial suposición.
Fue nombrado miembro (fellow) de la Royal Society de Edimburgo en 1815.

## Obras
Sus obras más conocidas son los faros, de los que construyó 23 en toda la costa escocesa entre los que destacan:

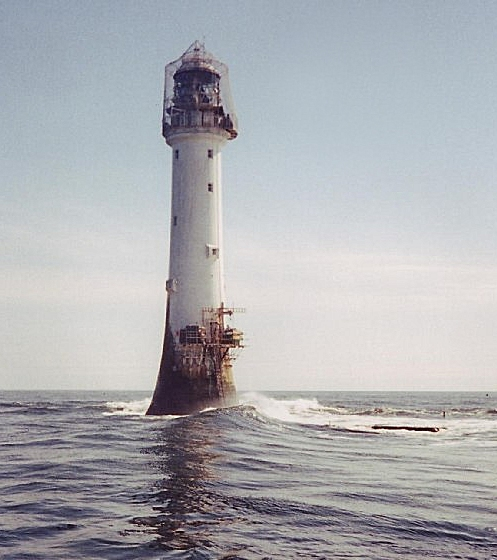
Faro de Bell Rock (1811)
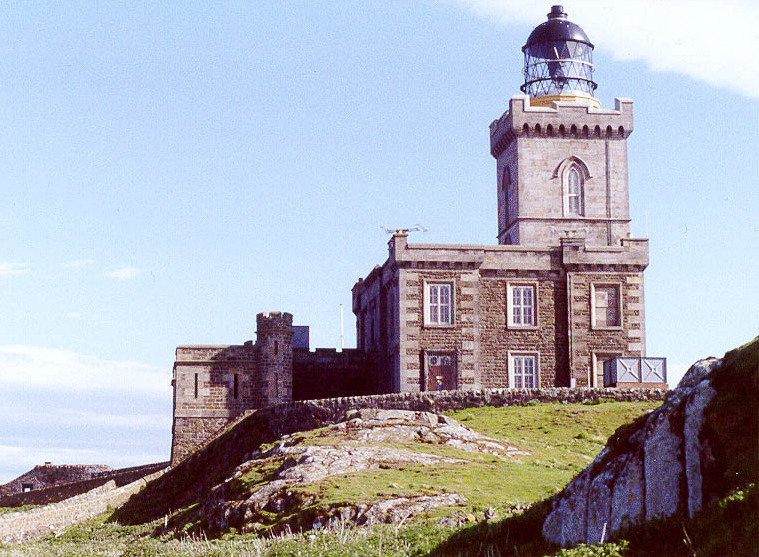
Faro de Isla of May (1816)
- Faro de Corsewall (1818)
- Faro de Punta de Ayre (1818)
- Faro de Calf of Man (1818)
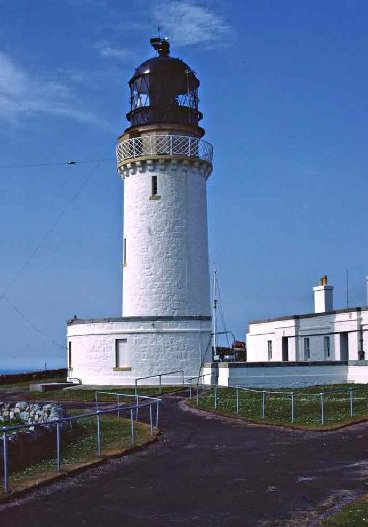
Faro de Cabo Sumburgh (1821)
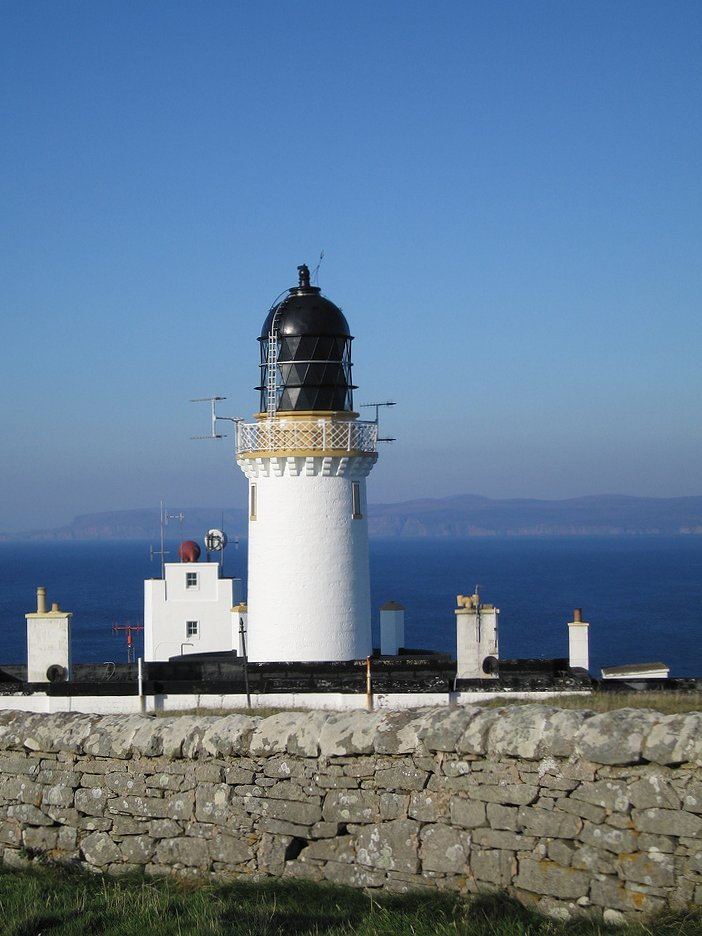
Faro de Rinns of Islay (1825)
- Faro de Buchan Ness (1827)
- Faro de Cabo Wrath (1828)
- Faro de Tarbat Ness (1830)
- Faro de Mull of Galloway (1830)
- Faro de Punta de Dunnet (1831)
- Faro de Girdle Ness (1833)
- Faro de Cabo de Barra (1833)
- Faro de Lismore (1833)

- Faro de Bell Rock (1811)
- Faro de Isla de May (1816)
- Faro de Cabo Wrath (1828)
- Faro de Punta de Dunnet (1831)